# Contea di Minnehaha
La contea di Minnehaha (in inglese Minnehaha County) è una contea dello Stato del Dakota del Sud, negli Stati Uniti. La popolazione al censimento del 2000 era di 148 281 abitanti. Il capoluogo di contea è Sioux Falls.